# Nicholas Wadada
Nicholas Wadada (Lugazi, 27 de julho de 1994) é um futebolista profissional ugandense que atua como defensor.

## Carreira
Nicholas Wadada representou o elenco da Seleção Ugandense de Futebol no Campeonato Africano das Nações de 2017.